# Chien ratier

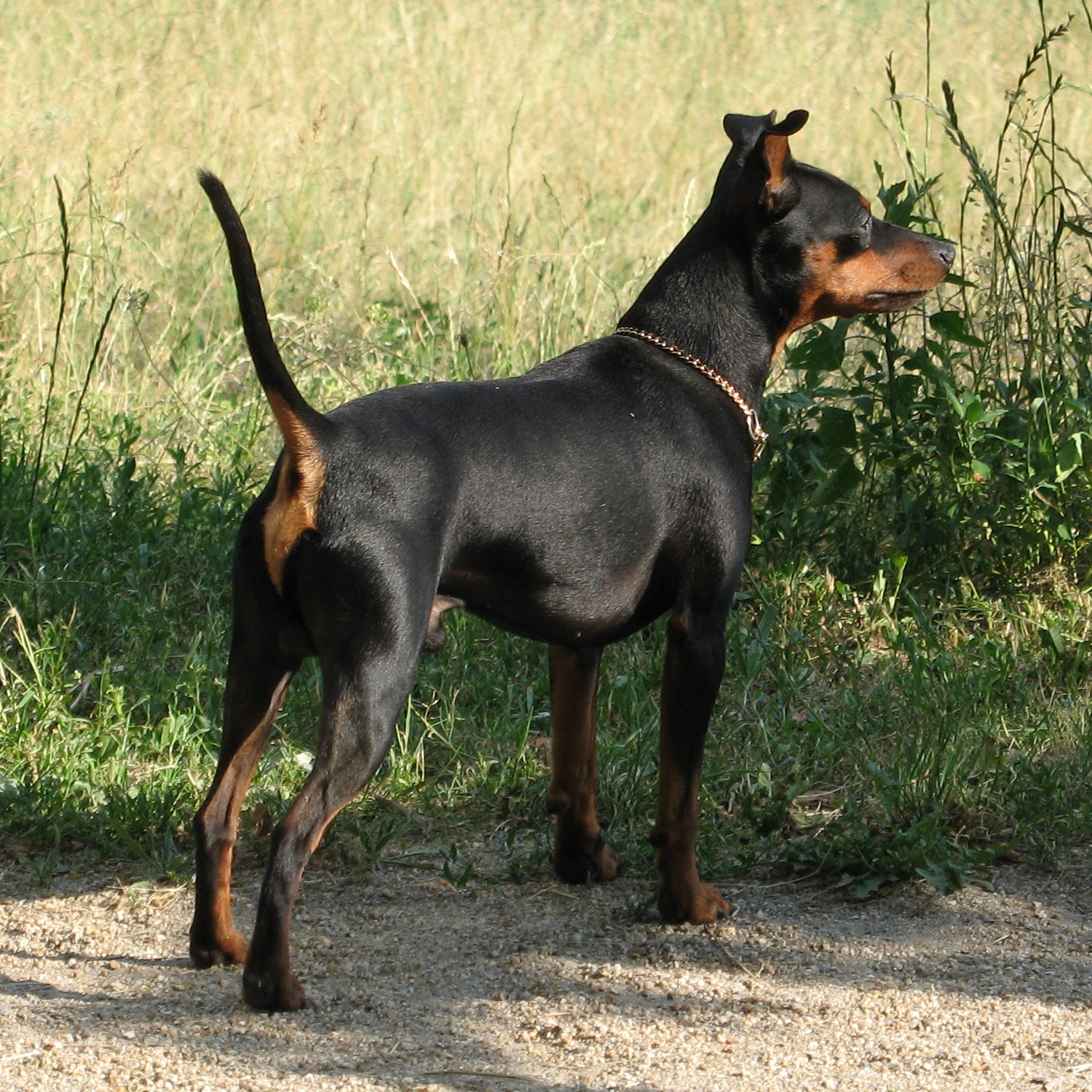
Un terrier d'agrément anglais noir et feu.

Le chien ratier est un chien destiné à la chasse aux rats et autres petits mammifères nuisibles. Plusieurs races furent ainsi sélectionnées pour leur qualité à chasser et tuer ces rongeurs. 
À la fin du XVIIIe siècle et dans la première moitié du XIXe siècle, l'invasion du rat brun (ou surmulot) en Europe a vu la sélection de chiens destinés à sa chasse, au détriment du chat. Parmi les chiens ratiers, on peut citer : 
- le ratier de Prague,
- le ratier valencien,
- le bouledogue français,
- les terriers comme le terrier irlandais Glen of Imaal.

Le terrier d'agrément anglais noir et feu, de taille plus grande, fut utilisé en Angleterre au XIXe siècle, plus spécifiquement dans les Rat-baiting (en), où des joueurs pariaient sur le temps que le chien mettrait pour tuer plusieurs dizaines de rats dans une fosse.